# 哈采格

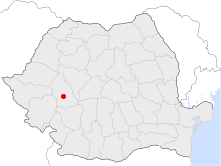

哈采格（羅馬尼亞語：Hațeg，羅馬尼亞語發音：[ˈhat͡seg]）是羅馬尼亞的城鎮，位於該國西部，距離首府德瓦30公里，由胡內多阿拉縣負責管轄，面積61.56平方公里，海拔高度316米，2021年人口8,793，大多數居民信奉東正教。

## 地質
哈采格鎮周邊的地區，有過去三億年的化石出土，其中包括特提斯洋的熱帶珊瑚礁與火山島、恐龍、早期哺乳類、鳥類與飛行爬蟲類（如哈特茲哥翼龍，名稱也從此地區而來）。
白堊紀時期，哈采格是一個島嶼，當時有一些非常小型的蜥腳類恐龍，如馬扎爾龍，一直在此生活，直到白堊紀末期絕種為止。弗朗茨·诺普乔曾經發表過文章，講述這些在哈采格島生活的中生代恐龍。他的研究導出他的「島嶼侏儒化」理論，指出小島上的「資源缺乏」，可以令原本體型巨大的脊椎動物體型變小。